# ネーベルホルン杯
ネーベルホルン杯（英語: Nebelhorn Trophy, ネーベルホルン・トロフィー）は、ドイツのオーベルストドルフで開催されるフィギュアスケートの国際大会。ドイツスケート連盟が主催する。

## 概要
1969年以来毎年開催されている歴史のある国際大会の1つ。1996年まではほとんどの開催回で、フランスで開催された国際競技会サンジェルヴェ国際グランプリとで一連の大会「アルプス杯」（フランス語: Coupe des Alpes）とされ、選手はたいてい両大会に参加した。
アルプス杯の両大会は夏の終わりから秋の初めに開催されたことから、多くはシーズン最初の国際競技会となり、若い選手にとって初めてのシニアクラス競技会となることも多かった。
1997年、サンジェルヴェ国際グランプリがISUジュニアシリーズ（翌年ISUジュニアグランプリと改称）を構成する大会となりアルプス杯から離れたため、以降ネーベルホルン杯は単独の大会として開催されている。
近年は国際スケート連盟のシーズンカレンダーに掲載されている。
新しい採点方式を試す大会とされ、2002年大会は初期段階であった新採点方式で実施し、2003年大会は新採点方式（ISUジャッジングシステム）を最初に試した大会となった。
2009年大会はバンクーバーオリンピック、2013年大会はソチオリンピックの最終予選とされ、国際スケート連盟により主催された。
2014年、国際スケート連盟が主催するISUチャレンジャーシリーズに組み込まれた。
2017年大会は平昌オリンピックの最終予選とされ、国際スケート連盟により主催された。
同様に、2021年大会は北京オリンピックの最終予選とされた。

## 歴代メダリスト

### 男子シングル
| 年      | 金                             | 銀                           | 銅                           |
| ------- | ------------------------------ | ---------------------------- | ---------------------------- |
| 1969    | ギュンター・アンダール         |                              |                              |
| 1970    | Klaus Grimmelt                 |                              |                              |
| 1971    | エーリッヒ・レイフシュナイダー |                              |                              |
| 1972    | Robert Bradshaw                |                              |                              |
| 1973    | John Carlow                    | チャールズ・ティックナー     | Paul Cechmanek               |
| 1974    | デヴィッド・サンティ           | Kevin Robertson              | Paul Cechmanek               |
| 1975    | Ted Barton                     | Ken Newfield                 | Harald Kuhn                  |
| 1976    | 五十嵐文男                     | スコット・ハミルトン         | ルディ・ツェルネ             |
| 1977    | ロバート・ワーゲンホッファー   | クルト・キュルツィンガー     | ゲルト＝ワルター・グラヴナー |
| 1978    | アレン・シュラム               | マーク・カックレル           | ゲイリー・ベーコン           |
| 1979    | ゴードン・フォーベス           | Vladimir Raschetnov          | ブライアン・ボイタノ         |
| 1980    | トム・ディクソン               | ブライアン・オーサー         | ルディ・ツェルネ             |
| 1981    | ハイコ・フィッシャー           | John Filbig                  | Kevin Hicks                  |
| 1982    | Leonardo Azzola                | Bruno Delmaestro             | James Cygan                  |
| 1983    | ハイコ・フィッシャー           | リヒャルト・ツァンダー       | André Bourgeois              |
| 1984    | リヒャルト・ツァンダー         | Craig Henderson              | Leonid Kaznakov              |
| 1985    | リヒャルト・ツァンダー         | Douglas Mattis               | Laurent Depouilly            |
| 1986    | ヴィタリー・エゴロフ           | エリック・ラーソン           | カート・ブラウニング         |
| 1987    | トッド・エルドリッジ           | Patrick Brault               | Lars Dresler                 |
| 1988    | アレン・ニールセン             | マーカス・クリステンセン     | Christopher Mitchell         |
| 1989    | シェパード・クラーク           | リヒャルト・ツァンダー       | Gleb Bokii                   |
| 1990    | マイケル・チャック             | ニコラス・ペトラン           | ウラジミール・ペトレンコ     |
| 1991    | Ryan Hunka                     | ニコラス・ペトラン           | ウラジミール・ペトレンコ     |
| 1992    | デイヴィッド・リュウ           | イゴール・パシケビッチ       | Axel Mederic                 |
| 1993    | ジェフリー・ラングドン         | マイケル・ワイス             | ジャン＝フランソワ・エベール |
| 1994    | イリヤ・クーリック             | シェパード・クラーク         | アレクサンドル・アブト       |
| 1995    | 本田武史                       | エフゲニー・プリウタ         | 竹内洋輔                     |
| 1996    | マイケル・ワイス               | 田村岳斗                     | Igor Siniutin                |
| 1997    | ティモシー・ゲーブル           | エフゲニー・プリウタ         | アレクサンドル・アブト       |
| 1998    | トリフン・ジバノビッチ         | エフゲニー・マルティノフ     | ヴィタリー・ダニルチェンコ   |
| 1999    | イリヤ・クリムキン             | ヴィタリー・ダニルチェンコ   | ジェイソン・デノミー         |
| 2000    | アントン・クリコフ             | デリック・デルモア           | ドミトリー・ドミトレンコ     |
| 2001    | セルゲイ・ダヴィドフ           | ジェフリー・バトル           | マルグス・ヘルニッツ         |
| 2002    | セルゲイ・ダヴィドフ           | ベンジャミン・ミラー         | フェドール・アンドレーエフ   |
| 2003    | ニコラス・ヤング               | スコット・スミス             | ニコラス・ラローシュ         |
| 2004    | マルカンドレ・グレグ           | アレクサンドル・コンダコフ   | クリストファー・トーランド   |
| 2005    | シュテファン・リンデマン       | 神崎範之                     | トマシュ・ベルネル           |
| 2006    | トマシュ・ベルネル             | パーカー・ペニングトン       | ヴォーン・チピアー           |
| 2007    | ミハル・ブジェジナ             | ショーン・ロジャース         | トマシュ・ベルネル           |
| 2008    | 織田信成                       | ミハル・ブジェジナ           | ヤニック・ポンセロ           |
| 2009    | ステファン・ランビエール       | イワン・トレチャコフ         | ミハル・ブジェジナ           |
| 2010    | 町田樹                         | コンスタンチン・メンショフ   | ペーター・リーベルス         |
| 2011    | 羽生結弦                       | ミハル・ブジェジナ           | スティーブン・キャリエール   |
| 2012    | 織田信成                       | コンスタンティン・メンショフ | キーガン・メッシング         |
| 2013    | 織田信成                       | ジェイソン・ブラウン         | ジェレミー・テン             |
| 2014 CS | ジェイソン・ブラウン           | ミハル・ブジェジナ           | コンスタンティン・メンショフ |
| 2015 CS | エラッジ・バルデ               | マックス・アーロン           | コンスタンチン・メンショフ   |
| 2016 CS | アレクサンドル・ペトロフ       | ヨリック・ヘンドリックス     | グラント・ホッホスタイン     |
| 2017 CS | ヨリック・ヘンドリックス       | アレクサンダー・ジョンソン   | アレクサンデル・マヨロフ     |
| 2018 CS | キーガン・メッシング           | アレクサンデル・マヨロフ     | アルトゥール・ドミトリエフ   |
| 2019 CS | マカール・イグナトフ           | 島田高志郎                   | オレクシイ・ビチェンコ       |
| 2020 CS | デニス・ヴァシリエフス         | ガブリエレ・フランジパーニ   | ニコライ・マヨロフ           |
| 2021 CS | ヴィンセント・ジョウ           | アダム・シャオ・イム・ファ   | マルク・コンドラチュク       |
| 2022 CS | キーガン・メッシング           | イ・シヒョン                 | ローマン・サドフスキー       |
| 2023 CS | アダム・シャオ・イム・ファ     | 友野一希                     | 島田高志郎                   |
| 2024 CS | 山本草太                       | ガブリエレ・フランジパーニ   | デニス・ヴァシリエフス       |

### 女子シングル
| 年      | 金                             | 銀                                   | 銅                           |
| ------- | ------------------------------ | ------------------------------------ | ---------------------------- |
| 1969    | Ludmila Bezáková               |                                      |                              |
| 1970    | Rita Pokorski                  |                                      |                              |
| 1971    | ドロシー・ハミル               |                                      |                              |
| 1972    | ウェンディ・バージ             |                                      |                              |
| 1973    | キャス・マルンベルグ           | リンダ・フラチアニ                   | ゲルティ・シャンデール       |
| 1974    | プリシラ・ヒル                 | バーバラ・スミス                     | Petra Wagner                 |
| 1975    | リサ＝マリー・アレン           | Petra Wagner                         | ダグマル・ルルツ             |
| 1976    | ガルネット・オスターマイヤー   | Carrie Rugh                          | Deborah Albright             |
| 1977    | 小林れい子                     | サンディー・レンツ                   | カリン・リーディガー         |
| 1978    | Editha Dotson                  | Corinna Tanski                       | ジャネット・モリッシー       |
| 1979    | Lynn Smith                     | ジャッキー・ファレル                 | カリン・リーディガー         |
| 1980    | ビッキー・デ・ブリーズ         | Alison Southwood                     | エリザベス・マンリー         |
| 1981    | コルネリア・テシュ             | Kristy Hogan                         | Stephanie Anderson           |
| 1982    | マヌエラ・ルーベン             | ケリー・ウェブスター                 | ナタリア・オフシアンニコワ   |
| 1983    | Stacy McMullin                 | Barbara Butler                       | カリン・テルセール           |
| 1984    | デヴィ・トーマス               | 小沢樹里                             | Sara MacInnes                |
| 1985    | コルネリア・テシュ             | Tracey Damigella                     | ジョアン・コンウェイ         |
| 1986    | ホリー・クック                 | コルネリア・レナー                   | Claudia Villiger             |
| 1987    | シャノン・アリソン             | Carola Wolff                         | Lindsay Fedosoff             |
| 1988    | トニア・クワイトコウスキー     | ジョゼ・シュイナール                 | パトリシア・ネスケ           |
| 1989    | 伊奈恭子                       | スルヤ・ボナリー                     | 八木沼純子                   |
| 1990    | スルヤ・ボナリー               | マリナ・キールマン                   | マリア・ブッテルスカヤ       |
| 1991    | 小岩井久美子                   | マリナ・キールマン                   | マリア・ブッテルスカヤ       |
| 1992    | シモーネ・ラング               | 小岩井久美子                         | アンジェラ・ドロシー         |
| 1993    | イリーナ・スルツカヤ           | スーザン・ハンフリーズ               | リュドミラ・イワノワ         |
| 1994    | イリーナ・スルツカヤ           | 荒川静香                             | Jennifer Karl                |
| 1995    | 荒川静香                       | レンカ・クロヴァナー                 | エレーナ・イワノワ           |
| 1996    | エバ＝マリア・フィッツェ       | シドニー・ボーゲル                   | カレン・クワン               |
| 1997    | エレーナ・リアシェンコ         | オルガ・マルコワ                     | ナディア・カナエワ           |
| 1998    | ブリトニー・マッコーン         | エレーナ・イワノワ                   | ヴェロニカ・ディトルトヴァー |
| 1999    | エレーナ・リアシェンコ         | サンナ・マイヤ・ヴィクステン         | エリナ・ケットゥネン         |
| 2000    | ガリーナ・マニアチェンコ       | サラ・マイアー                       | アンドレア・ガーディナー     |
| 2001    | リュドミラ・ネリディナ         | アン・パトリス・マクドノー           | クリスチーナ・オブラソワ     |
| 2002    | カロリーナ・コストナー         | アリサ・ドレイ                       | リュドミラ・ネリディナ       |
| 2003    | ジェニファー・ドン             | レスリー・ホーカー                   | オリガ・ナイヂョノワ         |
| 2004    | ローアン・ドノヴァン           | アリサ・ドレイ                       | ミラ・リュン                 |
| 2005    | エレーナ・ソコロワ             | アリサ・ドレイ                       | ベアトリサ・リャン           |
| 2006    | ベアトリサ・リャン             | アリーナ・マルティノワ               | ケイティ・テイラー           |
| 2007    | カロリーナ・コストナー         | メーガン・ウィリアムズ＝スチュワート | ラウラ・レピスト             |
| 2008    | アリッサ・シズニー             | ラウラ・レピスト                     | 鈴木明子                     |
| 2009    | アリッサ・シズニー             | キーラ・コルピ                       | 劉艶                         |
| 2010    | キーラ・コルピ                 | ヴィクトリア・ヘルゲソン             | メリッサ・ブランハギ         |
| 2011    | 長洲未来                       | エレーネ・ゲデヴァニシヴィリ         | ヨシ・ヘルゲソン             |
| 2012    | ケイトリン・オズモンド         | アデリナ・ソトニコワ                 | 今井遥                       |
| 2013    | エレーナ・ラジオノワ           | 安藤美姫                             | アシュリー・ケイン           |
| 2014 CS | エリザベータ・トゥクタミシェワ | アリョーナ・レオノワ                 | グレイシー・ゴールド         |
| 2015 CS | ケイトリン・オズモンド         | アリョーナ・レオノワ                 | コートニー・ヒックス         |
| 2016 CS | 三原舞依                       | エリザベータ・トゥクタミシェワ       | ガブリエル・デールマン       |
| 2017 CS | カイラニ・クレイン             | マチルダ・アルゴットソン             | アレクシア・パガニーニ       |
| 2018 CS | アリーナ・ザギトワ             | 三原舞依                             | ルナ・ヘンドリックス         |
| 2019 CS | マライア・ベル                 | キム・イェリム                       | ニコル・ショット             |
| 2020 CS | エバロッタ・キーバス           | アレクシア・パガニーニ               | イェニー・サーリネン         |
| 2021 CS | アリサ・リュウ                 | エカテリーナ・クラコワ               | ビクトリア・サフォノワ       |
| 2022 CS | ルナ・ヘンドリックス           | ウィ・ソヨン                         | エバロッタ・キーバス         |
| 2023 CS | イザボー・レヴィト             | キミー・レポンド                     | キム・ミンチェ               |
| 2024 CS | エリス・リン＝グレイシー       | イザボー・レヴィト                   | 吉田陽菜                     |

### ペア
| 年      | 金                                                            | 銀                                                          | 銅                                                            |
| ------- | ------------------------------------------------------------- | ----------------------------------------------------------- | ------------------------------------------------------------- |
| 1969    | Frigge Drzymalla and Michael Weingart                         |                                                             |                                                               |
| 1970    | アルムート・レーマン and ヘルベルト・ウイジンガー             |                                                             |                                                               |
| 1971    |                                                               |                                                             |                                                               |
| 1972    | Cozette Cady and Jack Courtney                                |                                                             |                                                               |
| 1973    | タイ・バビロニア and ランディ・ガードナー                     | Corinna Halke and Eberhard Rausch                           | Ursula Nemec and Michael Nemec                                |
| 1974    | Kathy Huntchinson and Jamie Mcgrigor                          | Candace Jones and Don Fraser                                | Ulrike Wrbik and Richard Scharf                               |
| 1975    | Cheri Pinner and Dennis Pinner                                | Alice Cook and William Fauver                               | Karen Newton and Glenn Laframboise                            |
| 1976    | Susanne Scheibe and アンドレアス・ニシュヴィッツ              | Rafaela Dondoni and Mario Dondoni                           | 萩原恭子 and 村田澄夫                                         |
| 1977    | Gail Hamula and Frank Sweiding                                | Sheryl Franks and Michael Botticelli                        | Susanne Scheibe and アンドレアス・ニシュヴィッツ              |
| 1978    | バーバラ・アンダーヒル and ポール・マルティーニ               | Maria di Domenico and Larry Schrier                         | Tracy Prussack and Scott Prussack                             |
| 1979    | キティ・カルザース and ピーター・カルザース                   | Zanna Ilina and アレクサンドル・ウラソフ                    | Becky Gough and Mark Rowsom                                   |
| 1980    | Susan Garland and Robert Daw                                  | Mary Jo Fedy and Tim Mills                                  | Dana Graham and ポール・ワイリー                              |
| 1981    | エレーナ・ワロワ and オレグ・ワシリエフ                       | Melinda Kunhegyi and Lyndon Johnston                        | Nathalie Tortel and Xavier Videau                             |
| 1982    | Inna Volianskaja and Valerie Spiridonov                       | Katherina Matousek and ロイド・アイスラー                   | ナタリー・シーボルト and ウェイン・シーボルト                 |
| 1983    | Inna Bekker and Sergei Lihansky                               | ケイティ・キーリー and Gary Kemp                            | Laurene Collin and David Howe                                 |
| 1984    | エレーナ・ベチケ and ヴァレリー・コルニエンコ                 | Susan Dungjen and ジェイソン・ダンジェン                    | Margo Shoup and Patrick Page                                  |
| 1985    | Liudmila Koblowa and Andrei Kalitin                           | Maria Lako and マイケル・ブリチャースキー                   | Lisa Cushley and Neil Cushley                                 |
| 1986    | Melanie Gaylor and Lee Barkell                                | Ashley Stevenson and スコット・ウェントラント               | Lisa Cushley and Neil Cushley                                 |
| 1987    | Michelle Menzies and Kevin Wheeler                            | Elena Kwitschenko and Raschid Kadyrkaev                     | Twana Rose and Colin Epp                                      |
| 1988    | シンディー・ランドリー and リンドン・ジョンストン             | Ekaterina Murugova and Artiom Torgashov                     | Kenna Bailey and John Denton                                  |
| 1989    | エレーナ・レオノワ and ゲンナジー・クラスニツキー             | エフゲーニヤ・シシコワ and ヴァディム・ナウモフ             | ラトカ・コヴァジーコヴァー and レネ・ノヴォトニー             |
| 1990    | Stacey Ball and Jean Michel Bombardier                        | ナタリア・クレスティアニノワ and アレクセイ・トルチンスキー | Penny Papaioannou and Raoul Leblanc                           |
| 1991    | シェリー・ボール and クリス・ウィルツ                         | ナタリア・クレスティアニノワ and アレクセイ・トルチンスキー | Penny Papaioannou and Raoul LeBlanc                           |
| 1992    | Svetlana Titkova and Oleg Mahutov                             | Tiina Muur and Cory Watson                                  | Jodeyne Higgins and Sean Rice                                 |
| 1993    | キャロライン・ハッダード and ジャン＝セバスチャン・フェクトー | エレーナ・ベレズナヤ and オレグ・シリアホフ                 | Stephanie Stiegler and Lance Travis                           |
| 1994    | Marie-Claude Savard-Gagnon and Luc Bradet                     | Lyne Haddad and Sylvain Privé                               | サラ・アビトボル and ステファン・ベルナディス                 |
| 1995    | Shelby Lyons and Brian Wells                                  | エレーナ・ベルソフスカヤ and Andrei Potalov                 | マリナ・ハルトゥリナ and アンドレイ・クルコフ                 |
| 1996    | ダニエル・ハートセル and スティーブ・ハートセル               | オルガ・セムキナ and アンドレイ・チュヴィラエフ             | Samanta Marchant and Chad Hawse                               |
| 1997    | エフゲーニヤ・フィロネンコ and イゴール・マルチェンコ         | エレーナ・ベルソフスカヤ and スタニスラフ・モロゾフ         | ナタリー・ウランディス and ジェレッド・グズマン               |
| 1998    | ローラ・ハンディー and ポール・ビネボーズ                     | Jacinthe Lariviere and Lenny Faustino                       | ミリツァ・ブロゾヴィチ and アントン・ニメンコ                 |
| 1999    | アリオナ・サフチェンコ and スタニスラフ・モロゾフ             | Jacinthe Lariviere and Lenny Faustino                       | ユリア・オベルタス and ドミトリー・パラマルチュク             |
| 2000    | ヴァレリー・マルコー and ブルーノ・マルコット                 | アマンダ・マガリアン and ジェレッド・グズマン               | Stephanie Kalesavich and アーロン・パーチェム                 |
| 2001    | Jacinthe Lariviere and Lenny Faustino                         | ヴァレリー・サウレー and ジャン＝セバスチャン・フェクトー   | ローラ・ハンディー and ジョナソン・ハント                     |
| 2002    | ヴァレリー・マルコー and クレイグ・ブンティン                 | ユリア・オベルタス and アレクセイ・ソコロフ                 | キャサリン・オーシャー and ギャレット・ルキャッシ             |
| 2003    | 若松詩子 and ジャン＝セバスチャン・フェクトー                 | Pascale Bergeron and Robert Davison                         | ローラ・ハンディー and ジェレミー・アレン                     |
| 2004    | マーシー・ヒンツマン and アーロン・パーチェム                 | Pascale Bergeron and Robert Davison                         | アリオナ・サフチェンコ and ロビン・ゾルコーヴィ               |
| 2005    | アリオナ・サフチェンコ and ロビン・ゾルコーヴィ               | メーガン・デュハメル and ライアン・アーノルド               | マーシー・ヒンツマン and アーロン・パーチェム                 |
| 2006    | ブルック・キャスティル and ベンジャミン・オコルスキー         | ジュリア・ウラソフ and ドリュー・ミーキンス                 | Angelika Pylkina and Niklas Hogner                            |
| 2007    | アリオナ・サフチェンコ and ロビン・ゾルコーヴィ               | メーガン・デュハメル and クレイグ・ブンタン                 | アマンダ・エボラ and マーク・ラドウィッグ                     |
| 2008    | アリオナ・サフチェンコ and ロビン・ゾルコーヴィ               | マリア・ムホルトワ and マキシム・トランコフ                 | タチアナ・ボロソジャル and スタニスラフ・モロゾフ             |
| 2009    | アリオナ・サフチェンコ and ロビン・ゾルコーヴィ               | タチアナ・ボロソジャル and スタニスラフ・モロゾフ           | アナベル・ラングロワ and コディ・ヘイ                         |
| 2010    | ベラ・バザロワ and ユーリ・ラリオノフ                         | ステファニア・ベルトン and オンドレイ・ホタレック           | メーガン・デュハメル and エリック・ラドフォード               |
| 2011    | タチアナ・ボロソジャル and マキシム・トランコフ               | ベラ・バザロワ and ユーリ・ラリオノフ                       | ケイディー・デニー and ジョン・コフリン                       |
| 2012    | タチアナ・ボロソジャル and マキシム・トランコフ               | ケイディー・デニー and ジョン・コフリン                     | ヴァネッサ・ジェームス and モルガン・シプレ                   |
| 2013    | タチアナ・ボロソジャル and マキシム・トランコフ               | マイリン・ヴェンデ and ダニエル・ヴェンデ                   | マリ・ヴァルトマン and アーロン・バンクリーブ                 |
| 2014 CS | 川口悠子 and アレクサンドル・スミルノフ                       | エフゲーニヤ・タラソワ and ウラジミール・モロゾフ           | アレクサ・シメカ and クリス・クニエリム                       |
| 2015 CS | タチアナ・ボロソジャル and マキシム・トランコフ               | アレクサ・シメカ and クリス・クニエリム                     | ヴァネッサ・ジェームス and モルガン・シプレ                   |
| 2016 CS | アリオナ・サフチェンコ and ブリュノ・マッソ                   | リュボーフィ・イリュシェチキナ and ディラン・モスコビッチ   | マリ・ヴァルトマン and ルーベン・ブロマールト                 |
| 2017 CS | エフゲーニヤ・タラソワ and ウラジミール・モロゾフ             | アリオナ・サフチェンコ and ブリュノ・マッソ                 | エカテリーナ・アレクサンドロフスカヤ and ハーレー・ウィンザー |
| 2018 CS | アリサ・エフィモワ and アレクサンドル・コロヴィン             | アレクサ・シメカ・クニエリム and クリス・クニエリム         | ディアナ・ステラート and ネイサン・バーソロメイ               |
| 2019 CS | カーステン・ムーア＝タワーズ and マイケル・マリナロ           | アレクサ・シメカ・クニエリム and クリス・クニエリム         | リョム・テオク and キム・ジュシク                             |
| 2020 CS | レベッカ・ギラルディ and フィリッポ・アンブロジーニ           | アニカ・ホッケ and ロベルト・クンケル                       | Cleo HAMON and Denys STREKALIN                                |
| 2021 CS | ミネルヴァ・ファビアン・ハーゼ and ノーラン・ジーゲルト       | Laura Barquero and マルコ・ザンドロン                       | Karina Safina and Luka Berulava                               |
| 2022 CS | ディアナ・ステラート・デュデク and マキシム・デシャン         | アリサ・エフィモワ and ルーベン・ブロマールト               | アニカ・ホッケ and ロベルト・クンケル                         |
| 2023 CS | ミネルヴァ・ファビアン・ハーゼ and ニキータ・ボロディン       | ルクレツィア・ベッカーリ and マッテオ・グアリーゼ           | アニカ・ホッケ and ロベルト・クンケル                         |
| 2024 CS | ミネルヴァ・ファビアン・ハーゼ and ニキータ・ボロディン       | ディアナ・ステラート・デュデク and マキシム・デシャン       | Ellie Kam and ダニエル・オシェイ                              |

### アイスダンス
| 年      | 金                                                        | 銀                                                    | 銅                                                    |
| ------- | --------------------------------------------------------- | ----------------------------------------------------- | ----------------------------------------------------- |
| 1970    | アンゲリーカ・ブック and エーリヒ・ブック                 |                                                       |                                                       |
| 1971    | アンゲリーカ・ブック and エーリヒ・ブック                 |                                                       |                                                       |
| 1972    | Mary-Karen Campell and Johnny Johns                       |                                                       |                                                       |
| 1973    | Rosalind Druce and David Barker                           |                                                       |                                                       |
| 1974    | Judy Genovesi and Kent Weigle                             | Odette Tolman and Trevor Davies                       | Jennifer Thompson and Derek Tyers                     |
| 1975    | Lorna Wighton and John Dowding                            | Elena Garanina and Igor Zavozin                       | マリナ・ズエワ and アンドレイ・ヴィトマン             |
| 1976    | マリナ・ズエワ and アンドレイ・ヴィトマン                 | ジェーン・トービル and クリストファー・ディーン       | Carol Long and Philip Stowell                         |
| 1977    | ジェーン・トービル and クリストファー・ディーン           | Carol Fox and Richard Dalley                          | ウェンディ・セッションズ and Marc Reed                |
| 1978    | エレーナ・ガラニナ and イゴール・ザボジン                 | Kim Krohn and Barry Hagan                             | Joanne French and John Thomas                         |
| 1979    | Gina Aucoin and Hans-Peter Ponikau                        | Carol Long and John Philpot                           | Tatiana Durasova and セルゲイ・ポノマレンコ           |
| 1980    | ウェンディ・セッションズ and スティーブン・ウィリアムズ   | Birgit Goller and Peter Klisch                        | Susan Marie Dymecki and Anthony Bardin                |
| 1981    | Karen Roughton and Marc Reed                              | Birgit Goller and Peter Klisch                        | Janice Kindrachuk and Blake Hobson                    |
| 1982    | マリナ・クリモワ and セルゲイ・ポノマレンコ               | イザベル・デュシュネー and ポール・デュシュネー       | Antonia Becherer and Ferdinand Becherer               |
| 1983    | マリナ・クリモワ and セルゲイ・ポノマレンコ               | Eleanor DeVera and James Yorke                        | Antonia Becherer and Ferdinand Becherer               |
| 1984    | Lois Luciani and Russ Witherby                            | Irina Shuk and Oleg Petrov                            | Kristan Lowery and Chip Rossbach                      |
| 1985    | マイア・ウソワ and アレクサンドル・ズーリン               | Antonia Becherer and Ferdinand Becherer               | Doriane Bontemps and Charles Paliard                  |
| 1986    | Antonia Becherer and Ferdinand Becherer                   | スヴェトラーナ・リアピナ and ゴーシャ・サー           | Michelle McDonald and Michael Farrington              |
| 1987    | イローナ・メルニチェンコ and ゲンナジー・カスコフ         | ステファニア・カレガリ and パスカーレ・カメレンゴ     | Dorothi Rodek and Robert Nardozza                     |
| 1988    | イローナ・メルニチェンコ and ゲンナジー・カスコフ         | Elizabeth McLean and Ari Lieb                         | Jacqueline Petr and Mark Janoschak                    |
| 1989    | Isabelle Sarech and Xavier Debernis                       | Lisa Grove and Scott Myers                            | Dominique Yvon and Frederic Palluel                   |
| 1990    | Isabelle Labossiere and Mitchell Gould                    | Lisa Bradby and Alan Towers                           | Christelle Descolis and Ludovic Deville               |
| 1991    | イリーナ・ロバチェワ and Alexei Pospelov                  | Lisa Bradby and Alan Towers                           | Christelle Descolis and Ludovic Deville               |
| 1992    | シェイ＝リーン・ボーン and ヴィクター・クラーツ           | Olga Ganisheva and Maksim Katschanov                  | マルガリータ・ドロビアツコ and ポヴィラス・ヴァナガス |
| 1993    | Martine Patenaude and Eric Masse                          | Rachel Mayer and Peter Breen                          | マルガリータ・ドロビアツコ and ポヴィラス・ヴァナガス |
| 1994    | Barbara Piton and Alexandre Piton                         | エレーナ・グルシナ and ルスラン・ゴンチャロフ         | シャンタル・ルフェーブル and パトリス・ローゾン       |
| 1995    | オルガ・シャルテンコ and ドミトリー・ナウムキン           | Ivona Filipowicz and Michal Szumski                   | Agnes Jacquemard and Alexis Gayet                     |
| 1996    | エカテリーナ・スヴィリナ and ウラジミール・レルフ         | イヴ・シャロム and マシュー・ゲイツ                   | イザベル・ドロベル and オリヴィエ・シェーンフェルダー |
| 1997    | オルガ・シャルテンコ and ドミトリー・ナウムキン           | ニーナ・ウラノワ and ミハイル・スチフーニン           | アルベナ・デンコヴァ and マキシム・スタビスキー       |
| 1998    | ニーナ・ウラノワ and ミハイル・スチフーニン               | Debbie Koegel and Oleg Fediukov                       | Alia Ouadbelsselam and Benjamin Delmas                |
| 1999    | ジェイミー・シルバースタイン and ジャスティン・ペカレック | Alia Ouabdelsselam and Benjamin Delmas                | Stephanie Rauer and Thomas Rauer                      |
| 2000    | シャンタル・ルフェーブル and ジャスティン・ラニング       | マガリ・サウリ and ミハイル・スチフーニン             | Marika Humphreys and Vitaly Baranov                   |
| 2001    | シルヴィア・ノヴァク and セバスチアン・コラシンスキー     | フェデリカ・ファイエラ and マッシモ・スカリ           | Anastasia Belova and Illia Isaev                      |
| 2002    | フェデリカ・ファイエラ and マッシモ・スカリ               | メリッサ・グレゴリー and デニス・ペチュホフ           | Anastasia Belova and Ilia Isaev                       |
| 2003    | スヴェトラーナ・クリコワ and ヴィタリー・ノビコフ         | ヤナ・ホフロワ and セルゲイ・ノビツキー               | Christie Moxley and Alexander Kirsanov                |
| 2004    | リディア・マノン and ライアン・オメラ                     | Martine Patinaude and Pascal Denis                    | フィリッパ・トウラー＝グリーン and フィリップ・プール |
| 2005    | タニス・ベルビン and ベンジャミン・アゴスト               | マルガリータ・ドロビアツコ and ポヴィラス・ヴァナガス | クリスティーナ・バイアー and ウィリアム・バイアー     |
| 2006    | シネイド・ケアー and ジョン・ケアー                       | モーガン・マシューズ and マキシム・ザボジン           | アレクサンドラ・ザレツキー and ロマン・ザレツキー     |
| 2007    | ジェニファー・ウェスター and ダニイル・バランツェフ       | クリスティーナ・バイアー and ウィリアム・バイアー     | アーラ・ベクナザロワ and ウラジミール・ズーエフ       |
| 2008    | エミリー・サミュエルソン and エヴァン・ベイツ             | アレクサンドラ・ザレツキー and ロマン・ザレツキー     | ジェイン・サマーセット and トッド・ギレス             |
| 2009    | メリル・デイヴィス and チャーリー・ホワイト               | アレクサンドラ・ザレツキー and ロマン・ザレツキー     | キャサリン・コペリー and デイヴィダス・スタグニウナス |
| 2010    | ナタリー・ペシャラ and ファビアン・ブルザ                 | アンナ・カッペリーニ and ルカ・ラノッテ               | エカテリーナ・リャザーノワ and イリヤ・トカチェンコ   |
| 2011    | マディソン・ハベル and ザカリー・ダナヒュー               | ネッリ・ジガンシナ and アレクサンダー・ガージ         | カリス・ラルフ and アッシャー・ヒル                   |
| 2012    | マディソン・チョック and エヴァン・ベイツ                 | ユリア・ズロビナ and アレクセイ・シトニコフ           | ネッリ・ジガンシナ and アレクサンダー・ガージ         |
| 2013    | マディソン・ハベル and ザカリー・ダナヒュー               | クセニヤ・モンコ and キリル・ハリャヴィン             | アレクサンドラ・ポール and ミッチェル・イスラム       |
| 2014 CS | ケイトリン・ウィーバー and アンドリュー・ポジェ           | マディソン・チョック and エヴァン・ベイツ             | ネッリ・ジガンシナ and アレクサンダー・ガージ         |
| 2015 CS | マディソン・チョック and エヴァン・ベイツ                 | アレクサンドラ・ポール and ミッチェル・イスラム       | アナスタシア・カヌーシオ and コリン・マクマヌス       |
| 2016 CS | アンナ・カッペリーニ and ルカ・ラノッテ                   | マディソン・チョック and エヴァン・ベイツ             | パイパー・ギレス and ポール・ポワリエ                 |
| 2017 CS | ペニー・クームズ and ニコラス・バックランド               | 村元哉中 and クリス・リード                           | カヴィタ・ローレンツ and ヨティ・ポリゾアキス         |
| 2018 CS | パイパー・ギレス and ポール・ポワリエ                     | レイチェル・パーソンズ and マイケル・パーソンズ       | クリスティーナ・カレイラ and アンソニー・ポノマレンコ |
| 2019 CS | ロランス・フルニエ・ボードリー and ニゴライ・サアアンスン | ケイトリン・ホワイエク and ジャン＝リュック・ベイカー | クリスティーナ・カレイラ and アンソニー・ポノマレンコ |
| 2020 CS | Natalie TASCHLEROVA and Filip TASCHLER                    | Sasha FEAR and George WADDELL                         | Darya POPOVA and Volodymyr BYELIKOV                   |
| 2021 CS | ユーリア・トゥルッキラ and マティアス・ヴェルスルイス     | カタリナ・ミュラー and ティム・ディーク               | Maria Kazakova and Georgy Reviya                      |
| 2022 CS | ライラ・フィアー and ルイス・ギブソン                     | アリソン・リード and サウリウス・アンブルレヴィチウス | キャロラーヌ・ソシース and シェーン・フィルス         |
| 2023 CS | ライラ・フィアー and ルイス・ギブソン                     | アリソン・リード and サウリウス・アンブルレヴィチウス | ユーリア・トゥルッキラ and マティアス・ヴェルスルイス |
| 2024 CS | ライラ・フィアー and ルイス・ギブソン                     | クリスティーナ・カレイラ and アンソニー・ポノマレンコ | Emilea Zingas and Vadym KOLESNIK                      |